# یاپ تن کورتنار
یاپ تن کورتنار (هلندی: Jaap ten Kortenaar؛ زادهٔ ۳۱ ژانویهٔ ۱۹۶۴) دوچرخه‌سوار اهل هلند است.